# Uncivil War Birds
Uncivil War Birds (br.: Guerra em que se viu) é um filme estadunidense curta metragem de 1946, dirigido por Jules White. É o 90º filme de um total de 190 da série com os Três Patetas produzida pela Columbia Pictures entre 1934 e 1959.

## Enredo
Durante a Guerra Civil Americana, os Três Patetas estão em um estado metade sulista e metade nortista. Eles resolvem se alistar mas enquanto Moe e Larry se vestem de nortistas, Curly veste um uniforme Confederado (sulista). Imediatamente eles se encontram com uma tropa nortista e Moe e Larry dizem que Curly é prisioneiro. Quando a tropa se afasta, Curly é solto mas surgem soldados sulistas. A situação se inverte e Curly aprisiona os dois. Para encerrarem a confusão, Moe e Larry resolvem trocar de roupas e tentam pegar uniformes confederados emprestados. Eles descobrem planos dos sulistas e querem entregá-los aos nortistas e para chegarem até os soldados se disfarçam de cantores negros e realizam um número minstrel (Larry toca banjo, Curly se veste como uma Mãe Preta e os três parodiam a canção " Dixie") mas Curly é descoberto quando sua saia cai e é preso novamente e condenado ao fuzilamento. Moe e Larry trocam a munição dos rifles e Curly tenta se fingir de morto, conseguindo escaparem e entregarem os planos que colocam fim à guerra.

## Citação
- General da União: "Em frente marche, seus estúpidos!"

Todos exceto Curly iniciam a marcha. O general percebe e para.
- General da União: "O que está fazendo?!"
- Curly: (indignado) "Eu não sou estúpido!"
- General da União: "Em frente marche, seu idiota!"
- Curly: "Oh, aí é diferente..." (começa a marchar)